# Gherman, Timiș
Gherman (germană German, maghiară Ermeny) este un sat în comuna Jamu Mare din județul Timiș, Banat, România. Se află în partea de sud-est a județului,  în Câmpia Bârzavei.

## Legături externe

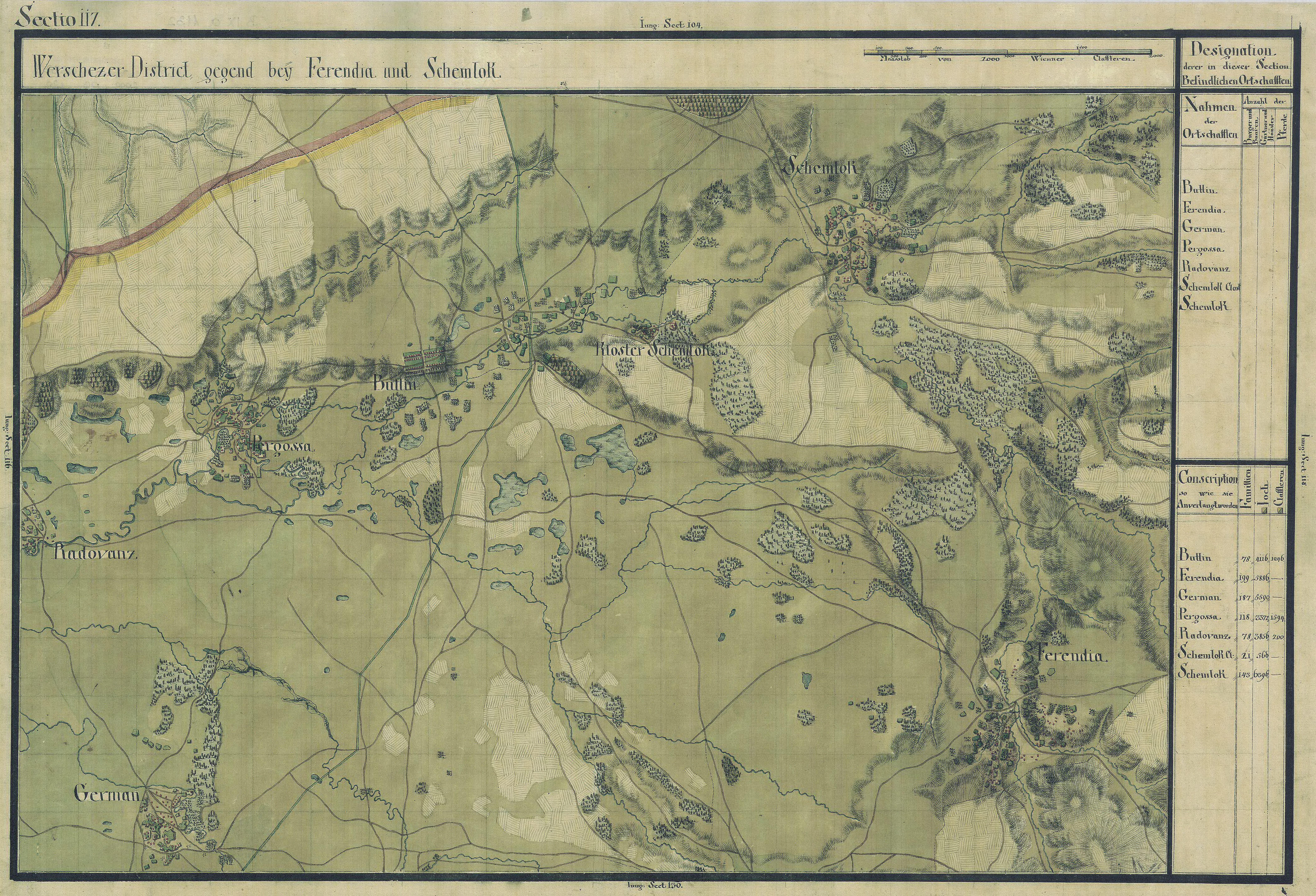
Gherman în Harta Iosefină a Banatului, 1769-72